# Место встречи (группа)
«Место встречи» — российская музыкальная рок-группа. В конце 90-х и начале нулевых — активный участник музыкальных фестивалей «Нашествие», «Mаксидром», «Мегахаус» и многих других.

## Хронология
Первый состав коллектива сложился из учеников одной московской школы: Максима Шитова (вокал), Сергея Горячева (вокал), Алексея Рачинского (клавиши), Алексея Юшина (бас-гитара). Изначально одноклассники Алексей Юшин и Сергей Горячев организовали любительскую рок-группу «Вторник», с которой выступали на площадках своего района. Завязывались полезные знакомства, и уже скоро прослушать начинающих музыкантов приходят Дмитрий Нестеров из группы «Свинцовый туман» и Дмитрий Таравков, игравший в группе «Еxe». Популярные музыканты помогают начинающему коллективу с записью первой песни.
- Февраль 1997 года — первый трек «Яркий свет», который сразу попадет в сборник «2000 % Живой энергии — 2[1]».

- Апрель 1997 года — первое выступление музыкантов в московском клубе Bells на презентации музыкального сборника.

- Май 1997 года — выступление на фестивале «Мегахаус». К группе присоединяется барабанщик «Exe» Илья Люзжукин и басист Олег Полевщиков из группы «Танцы минус».
- Середина 1997 года — запись трека «Ты знаешь я». Выходит в сборнике VA — 2000 % Живой Энергии — III[2].

- 1998 год — запись песни «Пятница», которая является ремейком песни «Friday I’m in Love» группы The Cure. В том же году записываются синглы «От заката до рассвета», «Это — любовь!», «Открой глаза».

- 1999 год — выход дебютного альбома «Любовь по пятницам». Группа в активной ротации на музыкальных каналах, постоянно гастролирует.

- 2002 год — в коллективе начинаются творческие разногласия, вскоре группа распадается на «Место встречи» и «Старый приятель». Фронтмен «Места встречи» Макс Шитов принимает решение найти новых музыкантов и продолжить деятельность группы. В этом ему помогает басист и соавтор Александра Зарецкого («Старый приятель») Александр Тюстин. Результатом работы являются трек «2001 лето» (вышел на сборнике «Нашествие XI»[3]) и новый вариант песни «Блондинка». Выходит клип «2001 лето», который не принимается к ротации на музыкальных каналах. Неудача отражается на настроениях в коллективе: из группы уходит гитарист в группу «Рефлекс» и клавишник к Алексею Глызину. Все гитарные партии «Места Встречи» сочиняют и записывают Шитов и Тюстин. В это же время коллектив работает с группой «Дискотека Авария».
- 2006 год: выходит фильм «Охота на пиранью», где звучит песня группы «Кем он был» («Капитан»)[4], написанная совместно с Дмитрием Таравковым (TAR, экс- «Exe»).

- 2007 год: записаны песни «Волны» и «Без мазы». С группой «Жуки» записана «Зыкинская песня», где партию ударных играет барабанщик группы «Ногу свело» Антон Якомульский. Он же выступает саунд-продюсером трека. Параллельно выходит множество танцевальных миксов группы для московских дискоклубов. «Зыкинская песня» начала звучать в регионах на радио и вошла в сборник «ROCK-Линия2» CDLand. В сериале MTV «Здрасте! Я Ваше папо!» звучат песни «Волны» и «Зыкинская песня»[5]. Одновременно с этим песни группы звучат в реалити-шоу «Голод».
- В мае уходит из жизни основатель группы Сергей Горячев.
- 2015 год — коллектив возобновляет гастрольную деятельность[6].
- 2016 — выход сингла «Все цвета»[7].
- 2017 — выход альбома «Все разные»[8].

## Треки
- Яркий свет
- Ты знаешь я
- Это — любовь
- Открой глаза
- От заката до рассвета
- Зову тебя
- Море и цветы
- Время сна
- Район любви
- Телефонный номер
- Там где
- Блондинка
- 2001 лето
- Кем он был
- Волны
- Без мазы
- Зыкинская песня (feat. Жуки)
- 20 тонн грина
- Все цвета

## Видеоработы
- «Это любовь»
- «Пятница»
- «От заката до рассвета»
- «2001 лето»
- «Открой глаза»

## Выпущенные альбомы
- 1999 — Любовь по пятницам («Союз»)
- 2007 — 20 тонн грина («М2БА»)
- 2017 — «Все разные»

## Саундтреки к фильмам
- 2006 — Охота на пиранью
  - TAR & Место встречи feat. Вера Алоэ — «Кем он был…»
- 2006 — Здрасьте, я ваше папо
  - «Волны»
  - «Зыкинская песня»
- 2008 — Стритрейсеры
  - TAR & Место встречи — «Беги!»

## Текущий состав коллектива
- Максим Шитов — вокал, акустическая гитара, тексты и музыка
- Мирза Мирзоев — клавишные
- Сергей Новиков — бас-гитара
- Олег Абрамов — гитара
- Владимир Николаенко — барабаны

## Бывшие участники коллектива
- Олег Кучеренко — ударные
- Сергей Этцель — вокал, бас
- Александр Тюстин — вокал, бас-гитара
- Алексей Юшин — гитара
- Антон Цыганков — гитара
- Виктор Медведев — клавишные
- Илья Люсжукин — ударные
- Константин Матвеев — ударные
- Михаил Альбицкий — гитара
- Олег Полевщиков — бас-гитара
- Сергей Горячев — вокал